# Iphigenia (Plantae)
Iphigenia, nom. cons., biljni rod iz porodice mrazovčevki, smješten u tribus Iphigenieae. Postoji 11 vrsta u Africi, Madagaskaru, jugu Azije, Novoj Gvineji i Australiji

## Vrste
1. Iphigenia boinensis H.Perrier
2. Iphigenia indica (L.) A.Gray ex Kunth
3. Iphigenia magnifica Ansari & R.S.Rao
4. Iphigenia mysorensis Arekal & S.N.Ramaswamy
5. Iphigenia oliveri Engl.
6. Iphigenia pallida Baker
7. Iphigenia pauciflora Martelli
8. Iphigenia robusta Baker
9. Iphigenia sahyadrica Ansari & R.S.Rao
10. Iphigenia socotrana Thulin
11. Iphigenia stellata Blatt.

## Sinonimi
- Aphoma Raf.
- Hypoxidopsis Steud. ex Baker
- Notocles Salisb.